# Rio Tubarão
O rio Tubarão é um curso de água do estado de Santa Catarina, Brasil. O nome do rio não se relaciona ao peixe homônimo. É uma variação do nome pelo qual o rio era denominado pelos índios, o cacique Tubá-nharô, que significa, em tupi-guarani, pai bravo.

## Características físicas
O rio Tubarão nasce na encosta da serra Geral, no município de Lauro Müller, mais precisamente na serra do Rio do Rastro na localidade de Rocinha. Seus principais afluentes são os rios Braço do Norte e Capivari. A área de drenagem do rio Tubarão abrange 4.728 km², percorrendo 120 km desde suas nascentes, até desembocar na Lagoa de Santo Antônio. O rio Tubarão é assim denominado após a confluência dos rios Bonito e Rocinha. Ambos drenam regiões de mineração logo após suas nascentes, com extensas áreas de extração e depósito de rejeitos do beneficiamento do carvão.
A bacia hidrográfica do rio Tubarão localiza-se na Região Sul do Estado de Santa Catarina e pertence à vertente de drenagem Atlântica. Apresenta um conjunto lagunar composto pelas lagoas Santo Antônio dos Anjos, Imaruí e Mirim. É formada pelos rios Rocinha, Bonito, Oratório, Capivaras e Hipólito. Faz limite com a vertente do interior através da serra Geral, tendo as seguintes coordenadas geográficas como limites: 27º 48' 00" e 28º 48' 08" de latitude sul, 48º 38' 18" e 48º 31' 48" de longitude oeste. É a mais expressiva bacia hidrográfica da Região Sul de Santa Catarina, e tem uma área de 5923 km², aproximadamente.
Os limites da bacia hidrográfica do rio Tubarão englobam 18 municípios: Lauro Müller, Orleans, São Ludgero, Braço do Norte, Grão-Pará, Rio Fortuna, Santa Rosa de Lima, Anitápolis, São Bonifácio, São Martinho, Armazém, Gravatal, Capivari de Baixo, Tubarão, Pedras Grandes, Treze de Maio, Jaguaruna e Sangão. A população destes municípios soma 247 883 habitantes, sendo que se destaca em tamanho populacional o município de Tubarão com 104 457 habitantes (IBGE, 2017).

## Aspectos ambientais
A bacia hidrográfica do rio Tubarão abrange atualmente 18 municípios, favorecidos por um rico sistema hídrico. O rio é o principal elemento da bacia hidrográfica, com estreita relação com a sociedade, fornecendo água para o abastecimento público, indústrias nos seus processos produtivos, irrigação na agricultura, pecuária e também para a suinocultura.
Segundo a FATMA (1997), esta bacia coloca-se em décimo lugar entre as mais poluídas do Brasil, constituindo uma das três regiões consideradas críticas no estado.
O estuário do rio Tubarão é um ecossistema complexo, servindo de berçário para muitas espécies. A comunidade pesqueira do complexo lagunar mantém uma relação estreita com ele, o qual garante a subsistência de milhares de famílias.
As instâncias hidrominerais e termais existentes na bacia (principalmente no município de Gravatal) possibilitaram a implantação de indústria do engarrafamento d'água e da implantação de uma rede hoteleira, que alimenta a indústria do turismo e com a sua nova modalidade, o turismo ecológico (turismo rural).
A região da bacia do rio Tubarão apresenta uma intensa relação homem-meio, através da diversidade das atividades econômicas e sua implicação direta com a questão ambiental. Todos esses aspectos que caracterizam a ocupação humana ao longo do rio revelam a utilização e exploração do meio de forma irracional, acarretando problemas que comprometem a qualidade de vida local. Estudos efetuados pela FATMA (1988) indicam uma carga poluidora equivalente a 1,3 milhão de pessoas, com uma demanda bioquímica de oxigênio de 68.000 kg/dia e uma carga de ácido cianídrico de 91 kg/dia.
As principais emergências da bacia hidrográfica do rio Tubarão são:
- A escassez da pesca, no estuário do rio, provocada pela mudança das características físicas da água e também pela pesca predatória;
- A poluição hídrica, no município de Capivari de Baixo, provocada pelo beneficiamento do carvão e pelas atividades da usina termoelétrica (Tractebel);
- A prática intensiva da rizicultura e intensa utilização de agrotóxicos nas culturas locais;
- A intensa atividade da suinocultura, com seus dejetos lançados nos cursos d'água e associada ao intenso plantio de milho, para produção de ração animal, têm causado impactos ambientais consideráveis;
- O despejo dos resíduos sólidos domésticos e hospitalares que por não terem um destino adequado comprometem a qualidade da água da região, pois o chorume produzido pela decomposição do lixo e sua lixiviação pelas águas da chuva contribuem para o aparecimento de substâncias químicas nocivas;
- A intensa atividade das fecularias da região e o despejo dos seus efluentes diretamente nos cursos de água desencadeia o processo de eutrofização, interferindo no ecossistema local;
- Os poluentes oriundos das cerâmicas e das olarias é outro fator que contribui consideravelmente para a degradação ambiental da região. A água utilizada na lavagem de moinhos e tanques é lançada diretamente nos cursos de água;
- Os níveis de acidez, a concentração de sulfatos, ferro, níquel, cádmio e sólidos totais encontram-se muito alterados.

Em linhas gerais, pode-se considerar que além de todas as interações e co-relações que a água desempenha em toda a forma de vida do ecossistema, o homem a utiliza na sua higienização, na alimentação, no lazer, como elemento integrante de uma paisagem, na dessedentação dos animais, na irrigação e na indústria química e de alimentos.

## Aspectos sociais
Um dos requisitos básicos para a sobrevivência do ser humano é a água. Este incrível líquido composto por duas moléculas de hidrogênio e uma de oxigênio é fundamental para a manutenção de uma boa saúde, e mais, para a manutenção da vida. Neste sentido a formação de rios de água doce, potável, através da história leva a um desenvolvimento de sociedades às margens de rios, pois assim os seres dessa sociedade tem em abundância esse recurso mineral.
Passando do conceito de rio, temos um conceito mais geral, amplo, o conceito de bacia hidrográfica. Uma bacia hidrográfica é o conjunto de meios hídricos cujos cursos se interligam. É um conjunto de terras banhadas por um rio principal e seus tributários. Por isso se analisarmos a historicamente a formação das cidades, veremos que em sua grande maioria as cidades se formam próximas ao curso dos rios principais de determinadas bacias hidrográficas. Com a bacia do rio tubarão, objeto de nosso estudo não foi diferente. Por ter ligação direta com o mar e estar diretamente na rota Lages / Laguna, o rio tubarão foi importantíssimo para o desenvolvimento da cidade de Tubarão.
Existiam, por volta de 1770, às margens do rio Tubarão dois portos: o de “Poço Fundo” e “Poço Grande”. Em 1773, com o fechamento da barra da lagoa dos Patos pela esquadra espanhola, foi necessário abrir outro caminho de ligação entre a serra e o mar. Com mulas carregadas de charque, queijo e outros produtos vindos da serra, os tropeiros começaram a utilizar os portos do "Poço Fundo" e do "Poço Grande" para descanso. Por causa dessas paradas para descanso, algumas famílias começaram a se instalar em locais próximos a esses portos para ajudar os tropeiros. Começou assim a história de Tubarão, que teve como primeira denominação oficial Poço Grande do Rio Tubarão, sendo o 5º Distrito de Laguna. Tubarão desmembrou-se de Laguna em maio de 1870. A imigração europeia, a formação da companhia inglesa The Donna Thereza Cristina Railway Co. Ld. (Estrada de Ferro Donna Thereza Christina) e a criação da comarca de Tubarão, em 1875, foram responsáveis diretos pelo desenvolvimento econômico do município.
Outra cidade que se desenvolveu nas margens do rio Tubarão e também por consequência da implantação da ferrovia e da descoberta de carvão mineral nas imediações, foi Orlean’s, nome dado em homenagem à família de Conde d'Eu, que junto com a Princesa Isabel eram donatários de terras próximas a essas áreas.

## Aspectos econômicos
As principais atividades agrícolas que são desenvolvidas na região do rio Tubarão são a produção de arroz, mandioca, fumo, banana, tomate, feijão, cana-de-açúcar e a horticultura. Na parte da agropecuária, destaca-se a bovinocultura de corte e leite, a suinocultura e avicultura de corte e postura. Na região vem, também, ganhando força a piscicultura e o surgimento da carcinicultura.